# Iñaki Mur
Iñaki Martínez Bertran, conegut artísticament com a Iñaki Mur   (Barcelona, 29 de març de 1993), és un actor català de teatre, cinema i televisió. És conegut pel seu paper a la sèrie Merlí.
Es forma com a actor des dels 13 anys en diferents escoles i estudis d'interpretació com l'Escola Memory, Estudi Nancy Tuñón i l'Estudi Laura Jou. Es forma en les disciplines d'interpretació, cant, dansa i claqué.
Entre 2007 i octubre de 2011 forma part del grup musical del Club Super 3 de TV3 (SP3). L'any 2012 apareix en la segona temporada de Polseres Vermelles.
L'any 2015 interpreta el paper d'Oliver Grau en la sèrie Merlí, que en la seva primera temporada obté un gran èxit d'audiència i crítica. A causa de la bona acogida, TV3 renova la sèrie per una segona temporada i tercera temporada que es converteixen en un fenomen internacional formant part del catàleg de Netflix. A l'estiu del 2016, s'incorpora al repartiment de Centro Mèdico l'exitosa docuficció diària d'RTVE interpretant al metge resident Pablo Mir.
Debuta en el món del cinema als 13 anys en la pel·lícula E.S.O (entitat sobrenatural oculta) de Santi Lapeira (Black Flag, 2009). Participa també en Animals dirigida per Marçal Forés (Escándalo Films, 2012) i Sólo Química d'Alfonso Albacete (Rodar i Rodar, 2015) entre d'altres. L'any 2019 protagonitza, coescriu i coprodueix el llargmetratge El Sitio de Otto, que competeix en festivals com ara Cinespaña Toulouse, el BCN Film Fest i el Atlántida Film Fest, entre altres
També l'any 2019 debuta en teatre musical protagonitzant el musical Rent interpretant a Marc Cohen, dirigit per Daniel Anglès i produït per Focus en el Teatre Condal de Barcelona. Al novembre de 2019 s'incorpora al repartiment del musical La Jaula de las Locas interpretant a Jean Michel, sota la direcció d'Àngel Llàcer i produït per Nostromo Live en el Teatre Rialto de Madrid.
L'any 2020 s'estrena Drama, una ficció bilingüe produïda pel Terrat i estrenada en PlayZ en la qual interpreta a Quim. També l'any 2020 protagonitza junt amb Júlia Bonjoch l'èxit Pegados el musical, produït de nou pel Terrat i estrenat en el Teatre Goya de Barcelona. En 2021 s'uneix a la companyia del Petit Princep, reeixit espectacle creat per Àngel Llàcer i Manu Guix produït per la Perla 29
També l'any 2021 interpreta el personatge de Guillermo Alonso en la sèrie Santo, produïda per Nostromo Pictures per a Netflix. L'any 2023 participa a la sèrie Vestidas de Azul, continuació de la multipremiada Veneno també produïda per Suma Content. Posteriorment viatja a Romania per a rodar We Were the Lucky Ones, sèrie basada en el best segellar de Geòrgia Hunter i produïda per Hulu i Disney + interpretant el personatge de Sebastián Padilla.
Durant el 2024 participa a la segona temporada de Cites Barcelona i interpreta el Doctor B en l'adaptació cinematogràfica de la novel·la Sigue mi voz d'Ariana Godoy produïda per Zeta Studios. En acabar aquests projectes viatja a Bèlgica i Irlanda per interpretar Salvador Dalí, un dels personatges principals de la sèrie This is not a murder mystery, produïda per Panenka i DeadPan Pictures i distribuïda per StudioCanal. A la tardor d'aquell mateix any comença a rodar La Agència, adaptació espanyola de la sèrie francesa Call My Agent! per Mediaset produïda per Good Mood Produccions, interpretant el personatge d'Òscar Montaner.
Paral·lelament a la seva carrera com a actor, s'inicia en la direcció de cinema escrivint i dirigint el seu primer curtmetratge titulat Bye Bye Boy, produït per Benecé i protagonitzat per Sonia Almarcha i Alvaro Larrán. També dirigeix videoclips per a artistes com Manu Guix i Júlia Mills. Actualment es troba desenvolupant el seu primer llargmetratge com a director.
Compagina els seus projectes com a actor i director amb la seva faceta com a comunicador, copresentant el pòdcast cultural DENTRO a Ràdio Primavera Sound al costat de la periodista cultural Alba Riera.